# バー・スプーン

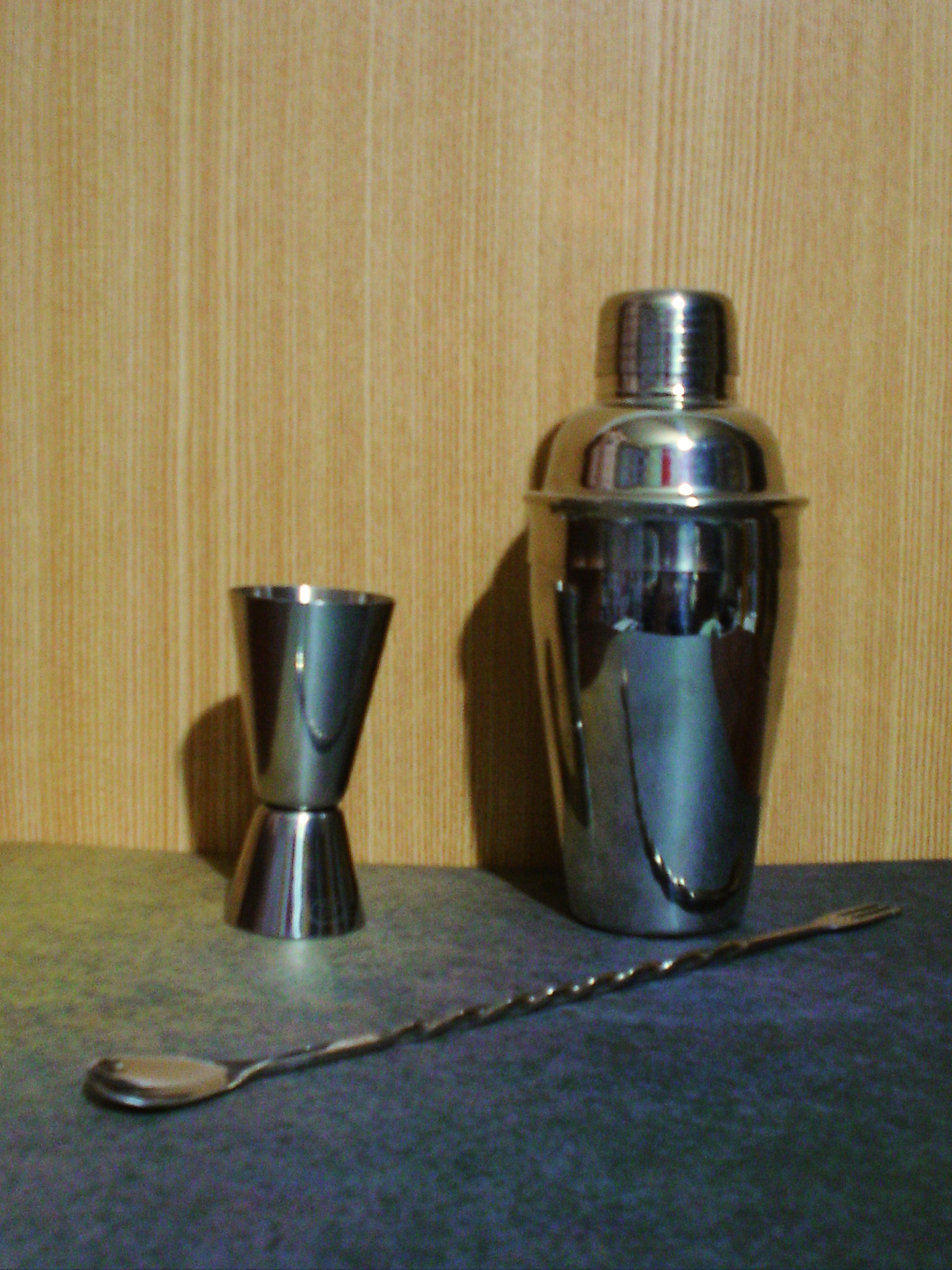
手前にあるのがバー・スプーン

バー・スプーン（Bar Spoon）は、カクテルや蒸留酒の水割りを作る際などに、主にバーで用いられる、柄の長いスプーンである。食品を移動することの他、攪拌棒や計量器として用いられる。
スプーンと呼ばれるものの、スプーンの反対側にフォークが付けられている。柄の中央付近が螺旋状にねじれているのが特徴で、これはステアしやすいように施されているものである。またカクテルのレシピにtspという単位が書かれている場合があるが、これはティー・スプーンの略語であり小匙に相当する。バー・スプーンは大きさがまちまちであるため、これで計量した場合は正確に1tspになるとは限らない。またフォーク部分はオリーブなどを瓶から出す際や果物の盛り付けの際などに用いられる。このように、攪拌棒、計量器、食品の移動という複数の用途を持つ。
素材はステンレス製が多いものの、銀など他の素材で作られたものも存在する。長さは約25cmから35cm程度だが、それより長いものも短いものもある。
バー・スプーンは計量スプーンなどと同じで、調理する用途として使われるが、飲食する為の道具としては使われない。このため、客にバー・スプーンがカクテルと供されることはない。非常に長く飲食用の道具としては使いにくく適さない。
なお、同じくバーなどで用いられ、ステアすることを目的とする食器にマドラーがあるが、飲食する為の道具として使われ、客にカクテルと共に供される。